# Malaria!
|  | Denne artikel er oprettet af botten PalnaBot ud fra en ekstern database. Den kan derfor have sproglige fejl eller mangler. Denne skabelon kan fjernes efter kontrol af indholdet. |

Malaria! er en film instrueret af Anders Østergaard og Simon Plum.

## Handling
300 børn under fem år dør af sygdommen malaria - hver time, alle døgnets timer, hele ugen. Sådan behøvede det ikke være. Speciallæge Søren Jepsen har i 30 år bekæmpet malaria. Han fortæller om sin lykkelige tid som ung læge, da man troede, malaria én gang for alle kunne udryddes. Men lægelige og politiske fejlgreb fik sygdommen til at vende tifold tilbage. Filmen følger den desperate hverdag på en børneafdeling i Tanzania og ser på, hvordan medicinalindustrien har vendt ryggen til problemet nu, hvor det er større end nogensinde. På Rigshospitalet har man fundet et lovende malariamiddel, men de multinationale firmaer vil hellere investere i medicin til den rige vestlige verden.